# Elezioni generali in Kenya del 2013
Le elezioni generali in Kenya del 2013 si tennero il 4 marzo per l'elezione del Presidente e dei membri del Parlamento.

## Risultati

### Elezioni presidenziali
| Candidati            | Partiti                                                            | Voti       | %     |
| -------------------- | ------------------------------------------------------------------ | ---------- | ----- |
| Uhuru Kenyatta       | Alleanza Jubilee (TNA - URP)                                       | 6 173 433  | 50,51 |
| Raila Odinga         | Coalizione per le Riforme e la Democrazia (ODM - WDM - FORD-Kenya) | 5 340 546  | 43,70 |
| Musalia Mudavadi     | Coalizione Amani (UDF - KANU)                                      | 483 981    | 3,96  |
| Peter Kenneth        | Congresso Nazionale del Kenya                                      | 72 786     | 0,60  |
| Mohammed Abduba Dida | Alleanza per il Cambiamento Reale                                  | 52 848     | 0,43  |
| Martha Karua         | Coalizione Nazionale Arcobaleno - Kenya                            | 43 881     | 0,36  |
| James ole Kiyiapi    | Restore and Build Kenya                                            | 40 998     | 0,34  |
| Paul Muite           | Safina Party                                                       | 12 580     | 0,10  |
| Totale               | Totale                                                             | 12 221 053 | 100   |

### Elezioni parlamentari
| Liste                                                | Voti       | %     | Seggi |
| ---------------------------------------------------- | ---------- | ----- | ----- |
| Movimento Democratico Arancione                      | 2 608 898  | 21,39 | 96    |
| L'Alleanza Nazionale                                 | 3 044 810  | 24,97 | 89    |
| Partito Repubblicano Unito                           | 1 509 802  | 12,38 | 75    |
| Movimento Democratico Wiper                          | 682 597    | 5,60  | 26    |
| Forum Democratico Unito                              | 452 543    | 3,71  | 12    |
| Forum per la Restaurazione della Democrazia - Kenya  | 429 670    | 3,52  | 10    |
| Unione Nazionale Africana del Kenya                  | 286 393    | 2,35  | 6     |
| Nuovo Forum per la Restaurazione della Democrazia    | 143 395    | 1,18  | 6     |
| Alleanza del Partito del Kenya                       | 292 652    | 2,40  | 5     |
| Forum per la Restaurazione della Democrazia - Popolo | 91 218     | 0,75  | 4     |
| Partito Federale del Kenya                           | 195 742    | 1,61  | 3     |
| Coalizione Nazionale Arcobaleno                      | 366 256    | 3,00  | 3     |
| Chama cha Uzalendo                                   | 132 246    | 1,08  | 2     |
| Congresso Nazionale del Kenya                        | 196 609    | 1,61  | 2     |
| Coalizione Nazionale Arcobaleno - Kenya              | 99 715     | 0,82  | 2     |
| Altri                                                | 1 079 250  | 8,85  | 9     |
| Indipendenti                                         | 107 898    | 0,88  | 4     |
| Totale                                               | 12 195 650 | 100   | 349   |